# 미국 선거관리위원회
선거관리위원회(Election Assistance Commission, 약칭 EAC)는 2002년에 제정된 미국 선거 지원법(이하 HAVA)에 따라 설립된 미국의 헌법상 독립기관으로 미국 내 선거를 관리하거나 미국 내 선거에 대한 정보를 제공하는 기관이다.